# Parcours (album)
Pour les articles homonymes, voir Parcours.
Albums de Alan Stivell
Ar Pep Gwellañ
(2012)
Albums de Alan Stivell
40th Anniversary Olympia 2012
(2013)
Parcours est un coffret CD/DVD d'Alan Stivell paru le 10 novembre 2004 et qui ouvre la collection « Horizons celtiques ». Le CD est une compilation Best-Of de 16 titres dont 4 titres inédits live, produit par Keltia III, et le DVD une compilation de différents enregistrements vidéo (deux concerts, un documentaire, des reportages et clips) par Fox-Pathé.

## Présentation du coffret
Le CD est une compilation de titres studio & live comprenant 4 titres live inédits issus de la tournée 2003/2004 consacrée à l'anniversaire de la harpe celtique d'Alan. 
Le DVD (180 min) regroupe la version écourtée (à une trentaine de minutes) intitulée Parcours du documentaire de Philippe Degeorges intitulé Alan Stivell rencontre les grands musiciens irlandais (1996), les concerts donnés au Casino de Paris le 8 avril 1994 et au Festival interceltique de Lorient le 5 août 2001, un entretien réalisé pour le DVD par le journaliste Ronan Manuel, une improvisation à la harpe exécutée lors du concert donné à La Cigale à Paris le 19 mars 2004, un extrait du concert donné à la Fête de l'Humanité à La Courneuve le 9 septembre 1996, un extrait du concert donné au Festival des Vieilles Charrues à Carhaix le 21 juillet 2000, le vidéo-clip de Let The Plinn (1995), le making-of de l'album Brian Boru (1995), le making-of de l'album 1 Douar (1998) et un spot TV.
Le documentaire montre en ouverture Alan Stivell jouant de la cornemuse avec son ami de jeunesse Youenn Sicard à la bombarde et expliquant l'importance pour lui de mêler toujours tradition et modernité, chose qu'il s'empresse d'illustrer par un extrait live de Sword Dance puis Alan rendant visite à 
son luthier dans son atelier durant la confection de sa nouvelle harpe avec laquelle il interprète, dans l'atelier même, un extrait d'Ar Voraerion. Le documentaire se poursuit avec une version live très groovy de Let the Plinn, Marig ar Pollanton fredonné tandis qu'Alan Stivell converse avec les sœurs Goadec, une interprétation avec elles de Maro e Ma Mestrez, une conversation en plein air en Écossais à propos des Celtes avec Jim Kerr et Charlie Burchill, membres fondateurs du groupe Simple Minds, un échange musical avec les mêmes dans leur studio d'enregistrement où Alan joue de la harpe, une rencontre avec Matt Molloy des Chieftains dans le pub de ce dernier, un morceau de la Suite Irlandaise avec les Dubliners, une chanson avec les Frames D.C., groupe dublinois mené par le chanteur et guitariste Glen Hansard, une rencontre avec Paddy Moloney où celui-ci se souvient de sa première rencontre avec Stivell au Congrès celtique de Tréguier. Le tout est ponctué d'images d'églises de granit, par moments sous les étoiles, de landes et d'océan, et s'achève par des extraits live de Mairi's Wedding et de la Suite Sudarmoricaine. En bonus, l'interview aborde des sujets divers comme la rencontre d'Alan avec la harpe, les débuts de sa carrière, la manière dont il envisage l'avenir, son rapport avec le public, son goût pour les nouvelles musiques... 
Le concert à Paris s'inscrit dans la tournée Again, qui dresse un panorama de ce que furent les grandes années Stivell (période 1970-1975) en proposant des versions réactualisées de ses succès. Cependant, l'enregistrement pâtit  des faiblesses visuelles et surtout sonores de l'époque. Le concert de 2001 à Lorient possède de meilleures qualités techniques mais il est un peu court et se concentre surtout sur l’album Back to Breizh, bien qu'il interprète les succès réactualisés : Brezhoneg 'raok, Pop Plinn, Suite Sudarmoricaine (mix entre sa version d’origine et sa libre adaptation en français) et Tri Martolod (accompagné au chant par Laurent Voulzy à Paris).
Le DVD est DVD d'or.

## Caractéristiques techniques

### Liste des titres

#### CD
| No  | Titre                                                              | Précisions                                                      | Durée |
| --- | ------------------------------------------------------------------ | --------------------------------------------------------------- | ----- |
| 1.  | Tri Martolod (version studio de 1972)                              |                                                                 | 3:34  |
| 2.  | Pop Plinn (live Olympia 72)                                        |                                                                 | 3:30  |
| 3.  | Suite Sudarmoricaine (album Again)                                 | guitare de Patrice Paichereau                                   | 3:24  |
| 4.  | Ys (album Renaissance de la harpe celtique)                        |                                                                 | 8:39  |
| 5.  | La Mémoire de l'humain (album 1 Douar)                             |                                                                 | 4:09  |
| 6.  | Mnà Na Heireann (album Brian Boru)                                 | Women of Ireland                                                | 3:45  |
| 7.  | Brian Boru (album Brian Boru)                                      |                                                                 | 5:28  |
| 8.  | Suzy Mc Guire (Siobhán Ní Dhuibhir) (album Again)                  | chœurs de Ffran May                                             | 4:29  |
| 9.  | Harpe Atlantique (album Au-delà des mots)                          |                                                                 | 4:36  |
| 10. | Ian Morrisson Reel (album Chemins de Terre)                        |                                                                 | 4:06  |
| 11. | Gouel Hollvedel (final de l'album Symphonie celtique : Tír na nÓg) |                                                                 | 1:55  |
| 12. | La Celtie & l'infini (album Au-delà des mots)                      |                                                                 | 3:01  |
| 13. | Harpe de Rêve (impro harpe solo) (live Tournée 2003/2004)          |                                                                 | 3:50  |
| 14. | Eliz Iza (live Tournée 2003/2004)                                  |                                                                 | 2:43  |
| 15. | Ceux qui sèment la mort (live Tournée 2003/2004)                   |                                                                 | 6:12  |
| 16. | Slàn (medley) (live Tournée 2003/2004)                             | Port ui Mhuirgheasa, Rock-harp, Gouel hollvedel, Port an deorai | 5:27  |

#### DVD
1. Concert au Festival interceltique de Lorient, 2001, 9 titres :
| 1.    | Back to Breizh                           | 5:08  |
| 2.    | Brezhoneg 'Raok                          | 4:48  |
| 3.    | Pop Plinn                                | 5:32  |
| 4.    | Mná na hÉireann                          | 4:13  |
| 5.    | Brian Boru                               | 5:05  |
| 6.    | Iroise                                   | 5:04  |
| 7.    | Armoricaine suite (et version originale) | 10:07 |
| 8.    | Kimiad                                   | 5:06  |
| 9.    | Tri Martolod                             | 4:27  |
| 10.   | Eliz Iza                                 | 0:59  |
| 50:29 |                                          |       |

2. Concert au Casino de Paris, 1994, 18 titres :
| 1.    | Suite irlandaise        |  |
| 2.    | Le chant de Tailiesin   |  |
| 3.    | Telenn Gwad             |  |
| 4.    | Foogy Dew               |  |
| 5.    | Suzy Mc Guire           |  |
| 6.    | Spered Hollvedel        |  |
| 7.    | Maro Ma Mestrez         |  |
| 8.    | Suite des montagnes     |  |
| 9.    | Metig                   |  |
| 10.   | An dro - Tha Mi Sgith   |  |
| 11.   | Pop Plinn               |  |
| 12.   | Bal Ha Dans Plinn       |  |
| 13.   | O’Neil’s March          |  |
| 14.   | The King Of The Fairies |  |
| 15.   | Suite Sudarmoricaine    |  |
| 16.   | Gaelic Tribes Gathering |  |
| 17.   | Ian Morrisson Reel      |  |
| 18.   | Son Ar Chistr           |  |
| 19.   | Tri Martolod            |  |
| 68:45 |                         |  |

3. Documentaire Parcours, extrait (28:15) du film de Philippe Degeorges (BNF 38529246)
Bonus :
1. Interview exclusive, par Ronan Manuel (20:46)
2. Impro harpe, live à La Cigale 2004 (4:03)
3. Tri Martolod, live aux Vieilles Charrues 2000 (6:19)
4. Cease Fire, live à la Fête de l'Humanité 1996 (4:18)
5. Vidéoclip de Let The Plinn (3:20)
6. Making-of Brian Boru (3:37)
7. Making-of 1 Douar (4:30)
8. Spot TV La Mémoire de l'Humain (0:16)

### Crédits

#### CD
- Éditions Keltia III, sauf 1-2-4 Tutti, 10 Kelita III / Tutti
- Arrangements : Alan Stivell
- Mastering : Translab (Paris)

Tournée anniversaire 2003-2004 avec :
- Latabi Diouani (batterie, percussions)
- Arnaud Ciapolino (flûtes, percussions écossaises)
- Johan Dalgaard (claviers)
- Prise de son et mixage : Jean-François Grimont

CD réalisé avec l'aimable autorisation des disques Dreyfus et de Mercury (Universal Music)

#### DVD
- Au Casino de Paris :
  - Alan Stivell (chant, harpes, cornemuse écossaise, bombarde, flûte)
  - Guillaume Saint-James (claviers, saxophone ténor, chœurs)
  - Michael Senbauer (guitares, chœurs)
  - Dina Rakotomanga (basse, chant, percussions)
  - Hervé Batteux (batterie, percussions, chœurs)
  - Karel Holas (violon, guitare acoustique, percussions)
  - Laurent Voulzy (participation amicale)
  - Produit par : France Supervision - Francis Dreyfus Music
  - Production exécutive : Gérard Pont - Morgane Productions
  - Production concert : Diogène Productions - Jacques Abalain
  - Sonorisation : Jimmy James (façade), Patrice Wasselin (retours)
  - Éclairages : Laurent Coatmelec et Yannick Tanguy
  - Régies : Michel Le Hir (générale), Lionnel Guirinec (scène)
  - Réalisateur : Michel Vuillermet
  - Assistant réalisateur : Eric Castanet
  - Scripte : Odile Margerand
  - Ingénieurs du son : Jean-Marc Lhotel, Michel Antin, Brigitte Borjon (assistante)
  - Cadreurs : Philippe Dorelli, Christian Jubert, François Kortlarsky, Georges Figuerola, Georges Diane
  - Ingénieurs système : Bruno Moinaiteon, Florence Thiébaut, Michel Aran (vision)
  - Montage : David Coiffier
  - Conformateur HD : Frédéric Sery
  - Ingénieur système : François Salaun

- Au Festival interceltique de Lorient  :
  - Alan Stivell (chant, harpes, cornemuse écossaise, bombarde, flûte)
  - Xavier Géronimi (guitares, chœurs)
  - Marcel Aubé (basse, violon chinois)
  - Hubert Motteau (batterie, percussions)
  - Hervé Guillou (direction des bagadoù et du pipe band)
  - Pipe-band, Kevrenn Alré et Kerlenn Pondi
  - Coproduction Arsenal Associés, France 3, Festival Interceltique de Lorient
  - Production : Gérard Pont, Gérard Lacroix
  - Direction de production : Sylvain Plantard, Nicolas Cauhaupé
  - Réalisateur : Serge Bergli
  - Scripte : Sophie Goovaerts
  - Images : Olivier Barbier, Erick Ferres, Patrick Berthou, Thierry Le Vacon, Camille Le Quellec, Olivier Phulpin, Eric Sissung
  - Chef de car : Pascal Blin
  - Techniciens vidéo : Régis Tarrieu, Stéphane Grudet, Christophe Nivez, Bruno Choplin
  - Ingénieurs du son : Jean-Marc Palfray et Ludovic Decarsin, assistés de Claude Savignac et Martial Le Carrour
  - Sonorisation : Jean-François Grimont (salle), Pascal Boudu (retours)
  - Éclairage : Jean-Pierre Bonnet, Didier le Melledo, Yannick Moal, Daniel Zielcke
  - Montage : Xavier Franchomme
  - Post-production : Christian Bellamy
  - Synthétiseur : Christine Mousset
  - Mixage : Thierry Compain
  - Administration de production : Laurence Petton, Alexandra Le Bourhis, Corinne Bargain, Bernard Pibouin

- Mastering DVD : SF1

#### Coffret
- Photos de Jean-Louis Potier, extraites du livre Finistère Sauvage (Rue des Scribes Éditions)
- Photo phalère en bronze ajouré de la sépulture à char de Cuperly, début du IVe siècle av. J.-C., Saint-Germain-en-Laye (Musée des Antiquités Nationales - Gérard Blot)
- Photos : MJ, Jean-Baptiste Millot (portraits), Jean-François Laidi (harpe Camac-Stivell)
- Design : Nuit de Chine